# المصنعة (الحيمة الخارجية)

تعديل مصدري - تعديل

المصنعة هي إحدى قرى عزلة المخلاف بمديرية الحيمة الخارجية التابعة لمحافظة صنعاء، بلغ تعداد سكانها 797 نسمة حسب تعداد اليمن لعام 2004.